# Paolo Boi
Paolo Boi, conegut com a il siracusano (el siracusà), (Siracusa, 1528 - Nàpols, 1598), va ser un jugador d'escacs italià, un dels millors escaquistes del segle xvi.
|  |

## Biografia
Boi descendia d'una família rica, i es va interessar i va destacar des de la infantesa en el joc dels escacs. De jove, va fer amistat i va ser molt estimat pel papa Pius V i per molts prínceps italians, sobretot pel duc d'Urbino, que el va tenir al seu costat durant alguns anys, concedint-li una renda anual de tres-cents escuts. De la seva primera època, consta que va jugar a Nàpols un matx contra Leonardo da Cutri, que va acabar empatat.
Va ser un home inquiet que va viatjar per mig món. Era de caràcter alegre, alt i ràpid en el joc. En nombroses ocasions, es va guanyar la vida jugant als escacs i sembla que mercès a això va obtenir grans sumes de diners.

## El torneig de Madrid de 1575
El 1575, Felip II el va convidar a un torneig a la seva cort, de manera que es van reunir a Madrid els millors escaquistes italians de la seva època: Leonardo da Cutri i Paolo Boi, juntament amb els castellans Ruy López i Alfonso Cerón. Aquesta prova és qualificada pels historiadors com el primer torneig internacional de mestres, i és la primera a ser documentada. El torneig, el va guanyar Leonardo da Cutri, però com que Boi va derrotar Ruy López i en Cerón, el rei li va facilitar, com a recompensa, un càrrec oficial a Sicília amb un sou de 500 corones anuals, i una carta de recomanació per al seu germà, el senyor Joan d'Àustria.
Posteriorment, va partir cap a Lisboa, on tant ell com Leonardo da Cutri (Il Puttino) es van enfrontar als millors jugadors de Portugal, i en particular a Il Moro, eminent jugador patrocinat pel rei Sebastià I. Tant Boi com Il Puttino varen guanyar contra Il Moro.
Segons algunes fonts, fou capturat, quan tornava cap a Itàlia, al golf de Lleó, per pirates algerians, i fou venut com a esclau a un senyor turc d'Hongria, que era un apassionat dels escacs, i que li va retornar la llibertat per aquest motiu.
Va morir als 70 anys a Nàpols de mort natural, segurament després de contraure alguna malaltia després de beure aigua contaminada. No és clar on està enterrat, si a l'església de Sant Lluís de Nàpols o a la de Sant Francesc de Paula a Nàpols, tot i que consta que el seu enterrament va ser digne d'un cavaller napolità.

## La llegenda de Paolo Boi i el diable
Existeix la llegenda (generada probablement durant el segle xix) que en certa oportunitat s'enfrontaven Paolo Boi i una bella donzella. La noia l'havia guanyat en reiterades oportunitats i, mentre jugaven una partida, es va arribar a la posició del diagrama de l'esquerra.
|   | a | b | c | d | e | f | g | h |   |
| 8 | a8 blanques cavall · c7 negres peó · f7 negres rei · g7 negres cavall · a6 blanques dama · c6 negres torre · c5 negres torre · e5 negres peó · f5 blanques cavall · b4 negres dama · e4 blanques peó · e3 negres peó · e2 blanques rei · c1 blanques torre · g1 blanques torre | a8 blanques cavall · c7 negres peó · f7 negres rei · g7 negres cavall · a6 blanques dama · c6 negres torre · c5 negres torre · e5 negres peó · f5 blanques cavall · b4 negres dama · e4 blanques peó · e3 negres peó · e2 blanques rei · c1 blanques torre · g1 blanques torre | a8 blanques cavall · c7 negres peó · f7 negres rei · g7 negres cavall · a6 blanques dama · c6 negres torre · c5 negres torre · e5 negres peó · f5 blanques cavall · b4 negres dama · e4 blanques peó · e3 negres peó · e2 blanques rei · c1 blanques torre · g1 blanques torre | a8 blanques cavall · c7 negres peó · f7 negres rei · g7 negres cavall · a6 blanques dama · c6 negres torre · c5 negres torre · e5 negres peó · f5 blanques cavall · b4 negres dama · e4 blanques peó · e3 negres peó · e2 blanques rei · c1 blanques torre · g1 blanques torre | a8 blanques cavall · c7 negres peó · f7 negres rei · g7 negres cavall · a6 blanques dama · c6 negres torre · c5 negres torre · e5 negres peó · f5 blanques cavall · b4 negres dama · e4 blanques peó · e3 negres peó · e2 blanques rei · c1 blanques torre · g1 blanques torre | a8 blanques cavall · c7 negres peó · f7 negres rei · g7 negres cavall · a6 blanques dama · c6 negres torre · c5 negres torre · e5 negres peó · f5 blanques cavall · b4 negres dama · e4 blanques peó · e3 negres peó · e2 blanques rei · c1 blanques torre · g1 blanques torre | a8 blanques cavall · c7 negres peó · f7 negres rei · g7 negres cavall · a6 blanques dama · c6 negres torre · c5 negres torre · e5 negres peó · f5 blanques cavall · b4 negres dama · e4 blanques peó · e3 negres peó · e2 blanques rei · c1 blanques torre · g1 blanques torre | a8 blanques cavall · c7 negres peó · f7 negres rei · g7 negres cavall · a6 blanques dama · c6 negres torre · c5 negres torre · e5 negres peó · f5 blanques cavall · b4 negres dama · e4 blanques peó · e3 negres peó · e2 blanques rei · c1 blanques torre · g1 blanques torre | 8 |
| 7 | a8 blanques cavall · c7 negres peó · f7 negres rei · g7 negres cavall · a6 blanques dama · c6 negres torre · c5 negres torre · e5 negres peó · f5 blanques cavall · b4 negres dama · e4 blanques peó · e3 negres peó · e2 blanques rei · c1 blanques torre · g1 blanques torre | a8 blanques cavall · c7 negres peó · f7 negres rei · g7 negres cavall · a6 blanques dama · c6 negres torre · c5 negres torre · e5 negres peó · f5 blanques cavall · b4 negres dama · e4 blanques peó · e3 negres peó · e2 blanques rei · c1 blanques torre · g1 blanques torre | a8 blanques cavall · c7 negres peó · f7 negres rei · g7 negres cavall · a6 blanques dama · c6 negres torre · c5 negres torre · e5 negres peó · f5 blanques cavall · b4 negres dama · e4 blanques peó · e3 negres peó · e2 blanques rei · c1 blanques torre · g1 blanques torre | a8 blanques cavall · c7 negres peó · f7 negres rei · g7 negres cavall · a6 blanques dama · c6 negres torre · c5 negres torre · e5 negres peó · f5 blanques cavall · b4 negres dama · e4 blanques peó · e3 negres peó · e2 blanques rei · c1 blanques torre · g1 blanques torre | a8 blanques cavall · c7 negres peó · f7 negres rei · g7 negres cavall · a6 blanques dama · c6 negres torre · c5 negres torre · e5 negres peó · f5 blanques cavall · b4 negres dama · e4 blanques peó · e3 negres peó · e2 blanques rei · c1 blanques torre · g1 blanques torre | a8 blanques cavall · c7 negres peó · f7 negres rei · g7 negres cavall · a6 blanques dama · c6 negres torre · c5 negres torre · e5 negres peó · f5 blanques cavall · b4 negres dama · e4 blanques peó · e3 negres peó · e2 blanques rei · c1 blanques torre · g1 blanques torre | a8 blanques cavall · c7 negres peó · f7 negres rei · g7 negres cavall · a6 blanques dama · c6 negres torre · c5 negres torre · e5 negres peó · f5 blanques cavall · b4 negres dama · e4 blanques peó · e3 negres peó · e2 blanques rei · c1 blanques torre · g1 blanques torre | a8 blanques cavall · c7 negres peó · f7 negres rei · g7 negres cavall · a6 blanques dama · c6 negres torre · c5 negres torre · e5 negres peó · f5 blanques cavall · b4 negres dama · e4 blanques peó · e3 negres peó · e2 blanques rei · c1 blanques torre · g1 blanques torre | 7 |
| 6 | a8 blanques cavall · c7 negres peó · f7 negres rei · g7 negres cavall · a6 blanques dama · c6 negres torre · c5 negres torre · e5 negres peó · f5 blanques cavall · b4 negres dama · e4 blanques peó · e3 negres peó · e2 blanques rei · c1 blanques torre · g1 blanques torre | a8 blanques cavall · c7 negres peó · f7 negres rei · g7 negres cavall · a6 blanques dama · c6 negres torre · c5 negres torre · e5 negres peó · f5 blanques cavall · b4 negres dama · e4 blanques peó · e3 negres peó · e2 blanques rei · c1 blanques torre · g1 blanques torre | a8 blanques cavall · c7 negres peó · f7 negres rei · g7 negres cavall · a6 blanques dama · c6 negres torre · c5 negres torre · e5 negres peó · f5 blanques cavall · b4 negres dama · e4 blanques peó · e3 negres peó · e2 blanques rei · c1 blanques torre · g1 blanques torre | a8 blanques cavall · c7 negres peó · f7 negres rei · g7 negres cavall · a6 blanques dama · c6 negres torre · c5 negres torre · e5 negres peó · f5 blanques cavall · b4 negres dama · e4 blanques peó · e3 negres peó · e2 blanques rei · c1 blanques torre · g1 blanques torre | a8 blanques cavall · c7 negres peó · f7 negres rei · g7 negres cavall · a6 blanques dama · c6 negres torre · c5 negres torre · e5 negres peó · f5 blanques cavall · b4 negres dama · e4 blanques peó · e3 negres peó · e2 blanques rei · c1 blanques torre · g1 blanques torre | a8 blanques cavall · c7 negres peó · f7 negres rei · g7 negres cavall · a6 blanques dama · c6 negres torre · c5 negres torre · e5 negres peó · f5 blanques cavall · b4 negres dama · e4 blanques peó · e3 negres peó · e2 blanques rei · c1 blanques torre · g1 blanques torre | a8 blanques cavall · c7 negres peó · f7 negres rei · g7 negres cavall · a6 blanques dama · c6 negres torre · c5 negres torre · e5 negres peó · f5 blanques cavall · b4 negres dama · e4 blanques peó · e3 negres peó · e2 blanques rei · c1 blanques torre · g1 blanques torre | a8 blanques cavall · c7 negres peó · f7 negres rei · g7 negres cavall · a6 blanques dama · c6 negres torre · c5 negres torre · e5 negres peó · f5 blanques cavall · b4 negres dama · e4 blanques peó · e3 negres peó · e2 blanques rei · c1 blanques torre · g1 blanques torre | 6 |
| 5 | a8 blanques cavall · c7 negres peó · f7 negres rei · g7 negres cavall · a6 blanques dama · c6 negres torre · c5 negres torre · e5 negres peó · f5 blanques cavall · b4 negres dama · e4 blanques peó · e3 negres peó · e2 blanques rei · c1 blanques torre · g1 blanques torre | a8 blanques cavall · c7 negres peó · f7 negres rei · g7 negres cavall · a6 blanques dama · c6 negres torre · c5 negres torre · e5 negres peó · f5 blanques cavall · b4 negres dama · e4 blanques peó · e3 negres peó · e2 blanques rei · c1 blanques torre · g1 blanques torre | a8 blanques cavall · c7 negres peó · f7 negres rei · g7 negres cavall · a6 blanques dama · c6 negres torre · c5 negres torre · e5 negres peó · f5 blanques cavall · b4 negres dama · e4 blanques peó · e3 negres peó · e2 blanques rei · c1 blanques torre · g1 blanques torre | a8 blanques cavall · c7 negres peó · f7 negres rei · g7 negres cavall · a6 blanques dama · c6 negres torre · c5 negres torre · e5 negres peó · f5 blanques cavall · b4 negres dama · e4 blanques peó · e3 negres peó · e2 blanques rei · c1 blanques torre · g1 blanques torre | a8 blanques cavall · c7 negres peó · f7 negres rei · g7 negres cavall · a6 blanques dama · c6 negres torre · c5 negres torre · e5 negres peó · f5 blanques cavall · b4 negres dama · e4 blanques peó · e3 negres peó · e2 blanques rei · c1 blanques torre · g1 blanques torre | a8 blanques cavall · c7 negres peó · f7 negres rei · g7 negres cavall · a6 blanques dama · c6 negres torre · c5 negres torre · e5 negres peó · f5 blanques cavall · b4 negres dama · e4 blanques peó · e3 negres peó · e2 blanques rei · c1 blanques torre · g1 blanques torre | a8 blanques cavall · c7 negres peó · f7 negres rei · g7 negres cavall · a6 blanques dama · c6 negres torre · c5 negres torre · e5 negres peó · f5 blanques cavall · b4 negres dama · e4 blanques peó · e3 negres peó · e2 blanques rei · c1 blanques torre · g1 blanques torre | a8 blanques cavall · c7 negres peó · f7 negres rei · g7 negres cavall · a6 blanques dama · c6 negres torre · c5 negres torre · e5 negres peó · f5 blanques cavall · b4 negres dama · e4 blanques peó · e3 negres peó · e2 blanques rei · c1 blanques torre · g1 blanques torre | 5 |
| 4 | a8 blanques cavall · c7 negres peó · f7 negres rei · g7 negres cavall · a6 blanques dama · c6 negres torre · c5 negres torre · e5 negres peó · f5 blanques cavall · b4 negres dama · e4 blanques peó · e3 negres peó · e2 blanques rei · c1 blanques torre · g1 blanques torre | a8 blanques cavall · c7 negres peó · f7 negres rei · g7 negres cavall · a6 blanques dama · c6 negres torre · c5 negres torre · e5 negres peó · f5 blanques cavall · b4 negres dama · e4 blanques peó · e3 negres peó · e2 blanques rei · c1 blanques torre · g1 blanques torre | a8 blanques cavall · c7 negres peó · f7 negres rei · g7 negres cavall · a6 blanques dama · c6 negres torre · c5 negres torre · e5 negres peó · f5 blanques cavall · b4 negres dama · e4 blanques peó · e3 negres peó · e2 blanques rei · c1 blanques torre · g1 blanques torre | a8 blanques cavall · c7 negres peó · f7 negres rei · g7 negres cavall · a6 blanques dama · c6 negres torre · c5 negres torre · e5 negres peó · f5 blanques cavall · b4 negres dama · e4 blanques peó · e3 negres peó · e2 blanques rei · c1 blanques torre · g1 blanques torre | a8 blanques cavall · c7 negres peó · f7 negres rei · g7 negres cavall · a6 blanques dama · c6 negres torre · c5 negres torre · e5 negres peó · f5 blanques cavall · b4 negres dama · e4 blanques peó · e3 negres peó · e2 blanques rei · c1 blanques torre · g1 blanques torre | a8 blanques cavall · c7 negres peó · f7 negres rei · g7 negres cavall · a6 blanques dama · c6 negres torre · c5 negres torre · e5 negres peó · f5 blanques cavall · b4 negres dama · e4 blanques peó · e3 negres peó · e2 blanques rei · c1 blanques torre · g1 blanques torre | a8 blanques cavall · c7 negres peó · f7 negres rei · g7 negres cavall · a6 blanques dama · c6 negres torre · c5 negres torre · e5 negres peó · f5 blanques cavall · b4 negres dama · e4 blanques peó · e3 negres peó · e2 blanques rei · c1 blanques torre · g1 blanques torre | a8 blanques cavall · c7 negres peó · f7 negres rei · g7 negres cavall · a6 blanques dama · c6 negres torre · c5 negres torre · e5 negres peó · f5 blanques cavall · b4 negres dama · e4 blanques peó · e3 negres peó · e2 blanques rei · c1 blanques torre · g1 blanques torre | 4 |
| 3 | a8 blanques cavall · c7 negres peó · f7 negres rei · g7 negres cavall · a6 blanques dama · c6 negres torre · c5 negres torre · e5 negres peó · f5 blanques cavall · b4 negres dama · e4 blanques peó · e3 negres peó · e2 blanques rei · c1 blanques torre · g1 blanques torre | a8 blanques cavall · c7 negres peó · f7 negres rei · g7 negres cavall · a6 blanques dama · c6 negres torre · c5 negres torre · e5 negres peó · f5 blanques cavall · b4 negres dama · e4 blanques peó · e3 negres peó · e2 blanques rei · c1 blanques torre · g1 blanques torre | a8 blanques cavall · c7 negres peó · f7 negres rei · g7 negres cavall · a6 blanques dama · c6 negres torre · c5 negres torre · e5 negres peó · f5 blanques cavall · b4 negres dama · e4 blanques peó · e3 negres peó · e2 blanques rei · c1 blanques torre · g1 blanques torre | a8 blanques cavall · c7 negres peó · f7 negres rei · g7 negres cavall · a6 blanques dama · c6 negres torre · c5 negres torre · e5 negres peó · f5 blanques cavall · b4 negres dama · e4 blanques peó · e3 negres peó · e2 blanques rei · c1 blanques torre · g1 blanques torre | a8 blanques cavall · c7 negres peó · f7 negres rei · g7 negres cavall · a6 blanques dama · c6 negres torre · c5 negres torre · e5 negres peó · f5 blanques cavall · b4 negres dama · e4 blanques peó · e3 negres peó · e2 blanques rei · c1 blanques torre · g1 blanques torre | a8 blanques cavall · c7 negres peó · f7 negres rei · g7 negres cavall · a6 blanques dama · c6 negres torre · c5 negres torre · e5 negres peó · f5 blanques cavall · b4 negres dama · e4 blanques peó · e3 negres peó · e2 blanques rei · c1 blanques torre · g1 blanques torre | a8 blanques cavall · c7 negres peó · f7 negres rei · g7 negres cavall · a6 blanques dama · c6 negres torre · c5 negres torre · e5 negres peó · f5 blanques cavall · b4 negres dama · e4 blanques peó · e3 negres peó · e2 blanques rei · c1 blanques torre · g1 blanques torre | a8 blanques cavall · c7 negres peó · f7 negres rei · g7 negres cavall · a6 blanques dama · c6 negres torre · c5 negres torre · e5 negres peó · f5 blanques cavall · b4 negres dama · e4 blanques peó · e3 negres peó · e2 blanques rei · c1 blanques torre · g1 blanques torre | 3 |
| 2 | a8 blanques cavall · c7 negres peó · f7 negres rei · g7 negres cavall · a6 blanques dama · c6 negres torre · c5 negres torre · e5 negres peó · f5 blanques cavall · b4 negres dama · e4 blanques peó · e3 negres peó · e2 blanques rei · c1 blanques torre · g1 blanques torre | a8 blanques cavall · c7 negres peó · f7 negres rei · g7 negres cavall · a6 blanques dama · c6 negres torre · c5 negres torre · e5 negres peó · f5 blanques cavall · b4 negres dama · e4 blanques peó · e3 negres peó · e2 blanques rei · c1 blanques torre · g1 blanques torre | a8 blanques cavall · c7 negres peó · f7 negres rei · g7 negres cavall · a6 blanques dama · c6 negres torre · c5 negres torre · e5 negres peó · f5 blanques cavall · b4 negres dama · e4 blanques peó · e3 negres peó · e2 blanques rei · c1 blanques torre · g1 blanques torre | a8 blanques cavall · c7 negres peó · f7 negres rei · g7 negres cavall · a6 blanques dama · c6 negres torre · c5 negres torre · e5 negres peó · f5 blanques cavall · b4 negres dama · e4 blanques peó · e3 negres peó · e2 blanques rei · c1 blanques torre · g1 blanques torre | a8 blanques cavall · c7 negres peó · f7 negres rei · g7 negres cavall · a6 blanques dama · c6 negres torre · c5 negres torre · e5 negres peó · f5 blanques cavall · b4 negres dama · e4 blanques peó · e3 negres peó · e2 blanques rei · c1 blanques torre · g1 blanques torre | a8 blanques cavall · c7 negres peó · f7 negres rei · g7 negres cavall · a6 blanques dama · c6 negres torre · c5 negres torre · e5 negres peó · f5 blanques cavall · b4 negres dama · e4 blanques peó · e3 negres peó · e2 blanques rei · c1 blanques torre · g1 blanques torre | a8 blanques cavall · c7 negres peó · f7 negres rei · g7 negres cavall · a6 blanques dama · c6 negres torre · c5 negres torre · e5 negres peó · f5 blanques cavall · b4 negres dama · e4 blanques peó · e3 negres peó · e2 blanques rei · c1 blanques torre · g1 blanques torre | a8 blanques cavall · c7 negres peó · f7 negres rei · g7 negres cavall · a6 blanques dama · c6 negres torre · c5 negres torre · e5 negres peó · f5 blanques cavall · b4 negres dama · e4 blanques peó · e3 negres peó · e2 blanques rei · c1 blanques torre · g1 blanques torre | 2 |
| 1 | a8 blanques cavall · c7 negres peó · f7 negres rei · g7 negres cavall · a6 blanques dama · c6 negres torre · c5 negres torre · e5 negres peó · f5 blanques cavall · b4 negres dama · e4 blanques peó · e3 negres peó · e2 blanques rei · c1 blanques torre · g1 blanques torre | a8 blanques cavall · c7 negres peó · f7 negres rei · g7 negres cavall · a6 blanques dama · c6 negres torre · c5 negres torre · e5 negres peó · f5 blanques cavall · b4 negres dama · e4 blanques peó · e3 negres peó · e2 blanques rei · c1 blanques torre · g1 blanques torre | a8 blanques cavall · c7 negres peó · f7 negres rei · g7 negres cavall · a6 blanques dama · c6 negres torre · c5 negres torre · e5 negres peó · f5 blanques cavall · b4 negres dama · e4 blanques peó · e3 negres peó · e2 blanques rei · c1 blanques torre · g1 blanques torre | a8 blanques cavall · c7 negres peó · f7 negres rei · g7 negres cavall · a6 blanques dama · c6 negres torre · c5 negres torre · e5 negres peó · f5 blanques cavall · b4 negres dama · e4 blanques peó · e3 negres peó · e2 blanques rei · c1 blanques torre · g1 blanques torre | a8 blanques cavall · c7 negres peó · f7 negres rei · g7 negres cavall · a6 blanques dama · c6 negres torre · c5 negres torre · e5 negres peó · f5 blanques cavall · b4 negres dama · e4 blanques peó · e3 negres peó · e2 blanques rei · c1 blanques torre · g1 blanques torre | a8 blanques cavall · c7 negres peó · f7 negres rei · g7 negres cavall · a6 blanques dama · c6 negres torre · c5 negres torre · e5 negres peó · f5 blanques cavall · b4 negres dama · e4 blanques peó · e3 negres peó · e2 blanques rei · c1 blanques torre · g1 blanques torre | a8 blanques cavall · c7 negres peó · f7 negres rei · g7 negres cavall · a6 blanques dama · c6 negres torre · c5 negres torre · e5 negres peó · f5 blanques cavall · b4 negres dama · e4 blanques peó · e3 negres peó · e2 blanques rei · c1 blanques torre · g1 blanques torre | a8 blanques cavall · c7 negres peó · f7 negres rei · g7 negres cavall · a6 blanques dama · c6 negres torre · c5 negres torre · e5 negres peó · f5 blanques cavall · b4 negres dama · e4 blanques peó · e3 negres peó · e2 blanques rei · c1 blanques torre · g1 blanques torre | 1 |
|   | a | b | c | d | e | f | g | h |   |

En aquest moment, havia de fer la jugada el prominent escaquista italià, però va aconseguir percebre que la seva enigmàtica rival, que conduïa les peces negres, era el mateix Satanàs. Boi es va refer resant, i la inspiració divina li va permetre crear un meravellós pla de joc:
1.Txg7+ Rf6 (després de 1...Re8 2.Dc8 mat o bé 1... Re6 2. Cxc7+ Rf6 3. Dxc6 Txc6 i 4.Txc6+, etc.). Sembla que l'atac blanc s'atura i les negres tenen múltiples amenaces, però...
2.Dxc6+!! (brillant i inesperat sacrifici, que enfonsa la posició negra). 2... Txc6 3.Txc6+ Dd6 (única jugada). 4. Txd6+ cxd6 5.Cc7; i en aquest moment el diable va reconèixer la seva derrota, i va fugir, ja que 5... d5 (única jugada possible) 5.Cxd5+ Re6 ...
|   | a | b | c | d | e | f | g | h |   |
| 8 | e6 blanques torre · e5 negres rei · d4 blanques cavall · e4 negres peó · f4 blanques cavall · e3 blanques peó · e2 negres peó · e1 blanques rei | e6 blanques torre · e5 negres rei · d4 blanques cavall · e4 negres peó · f4 blanques cavall · e3 blanques peó · e2 negres peó · e1 blanques rei | e6 blanques torre · e5 negres rei · d4 blanques cavall · e4 negres peó · f4 blanques cavall · e3 blanques peó · e2 negres peó · e1 blanques rei | e6 blanques torre · e5 negres rei · d4 blanques cavall · e4 negres peó · f4 blanques cavall · e3 blanques peó · e2 negres peó · e1 blanques rei | e6 blanques torre · e5 negres rei · d4 blanques cavall · e4 negres peó · f4 blanques cavall · e3 blanques peó · e2 negres peó · e1 blanques rei | e6 blanques torre · e5 negres rei · d4 blanques cavall · e4 negres peó · f4 blanques cavall · e3 blanques peó · e2 negres peó · e1 blanques rei | e6 blanques torre · e5 negres rei · d4 blanques cavall · e4 negres peó · f4 blanques cavall · e3 blanques peó · e2 negres peó · e1 blanques rei | e6 blanques torre · e5 negres rei · d4 blanques cavall · e4 negres peó · f4 blanques cavall · e3 blanques peó · e2 negres peó · e1 blanques rei | 8 |
| 7 | e6 blanques torre · e5 negres rei · d4 blanques cavall · e4 negres peó · f4 blanques cavall · e3 blanques peó · e2 negres peó · e1 blanques rei | e6 blanques torre · e5 negres rei · d4 blanques cavall · e4 negres peó · f4 blanques cavall · e3 blanques peó · e2 negres peó · e1 blanques rei | e6 blanques torre · e5 negres rei · d4 blanques cavall · e4 negres peó · f4 blanques cavall · e3 blanques peó · e2 negres peó · e1 blanques rei | e6 blanques torre · e5 negres rei · d4 blanques cavall · e4 negres peó · f4 blanques cavall · e3 blanques peó · e2 negres peó · e1 blanques rei | e6 blanques torre · e5 negres rei · d4 blanques cavall · e4 negres peó · f4 blanques cavall · e3 blanques peó · e2 negres peó · e1 blanques rei | e6 blanques torre · e5 negres rei · d4 blanques cavall · e4 negres peó · f4 blanques cavall · e3 blanques peó · e2 negres peó · e1 blanques rei | e6 blanques torre · e5 negres rei · d4 blanques cavall · e4 negres peó · f4 blanques cavall · e3 blanques peó · e2 negres peó · e1 blanques rei | e6 blanques torre · e5 negres rei · d4 blanques cavall · e4 negres peó · f4 blanques cavall · e3 blanques peó · e2 negres peó · e1 blanques rei | 7 |
| 6 | e6 blanques torre · e5 negres rei · d4 blanques cavall · e4 negres peó · f4 blanques cavall · e3 blanques peó · e2 negres peó · e1 blanques rei | e6 blanques torre · e5 negres rei · d4 blanques cavall · e4 negres peó · f4 blanques cavall · e3 blanques peó · e2 negres peó · e1 blanques rei | e6 blanques torre · e5 negres rei · d4 blanques cavall · e4 negres peó · f4 blanques cavall · e3 blanques peó · e2 negres peó · e1 blanques rei | e6 blanques torre · e5 negres rei · d4 blanques cavall · e4 negres peó · f4 blanques cavall · e3 blanques peó · e2 negres peó · e1 blanques rei | e6 blanques torre · e5 negres rei · d4 blanques cavall · e4 negres peó · f4 blanques cavall · e3 blanques peó · e2 negres peó · e1 blanques rei | e6 blanques torre · e5 negres rei · d4 blanques cavall · e4 negres peó · f4 blanques cavall · e3 blanques peó · e2 negres peó · e1 blanques rei | e6 blanques torre · e5 negres rei · d4 blanques cavall · e4 negres peó · f4 blanques cavall · e3 blanques peó · e2 negres peó · e1 blanques rei | e6 blanques torre · e5 negres rei · d4 blanques cavall · e4 negres peó · f4 blanques cavall · e3 blanques peó · e2 negres peó · e1 blanques rei | 6 |
| 5 | e6 blanques torre · e5 negres rei · d4 blanques cavall · e4 negres peó · f4 blanques cavall · e3 blanques peó · e2 negres peó · e1 blanques rei | e6 blanques torre · e5 negres rei · d4 blanques cavall · e4 negres peó · f4 blanques cavall · e3 blanques peó · e2 negres peó · e1 blanques rei | e6 blanques torre · e5 negres rei · d4 blanques cavall · e4 negres peó · f4 blanques cavall · e3 blanques peó · e2 negres peó · e1 blanques rei | e6 blanques torre · e5 negres rei · d4 blanques cavall · e4 negres peó · f4 blanques cavall · e3 blanques peó · e2 negres peó · e1 blanques rei | e6 blanques torre · e5 negres rei · d4 blanques cavall · e4 negres peó · f4 blanques cavall · e3 blanques peó · e2 negres peó · e1 blanques rei | e6 blanques torre · e5 negres rei · d4 blanques cavall · e4 negres peó · f4 blanques cavall · e3 blanques peó · e2 negres peó · e1 blanques rei | e6 blanques torre · e5 negres rei · d4 blanques cavall · e4 negres peó · f4 blanques cavall · e3 blanques peó · e2 negres peó · e1 blanques rei | e6 blanques torre · e5 negres rei · d4 blanques cavall · e4 negres peó · f4 blanques cavall · e3 blanques peó · e2 negres peó · e1 blanques rei | 5 |
| 4 | e6 blanques torre · e5 negres rei · d4 blanques cavall · e4 negres peó · f4 blanques cavall · e3 blanques peó · e2 negres peó · e1 blanques rei | e6 blanques torre · e5 negres rei · d4 blanques cavall · e4 negres peó · f4 blanques cavall · e3 blanques peó · e2 negres peó · e1 blanques rei | e6 blanques torre · e5 negres rei · d4 blanques cavall · e4 negres peó · f4 blanques cavall · e3 blanques peó · e2 negres peó · e1 blanques rei | e6 blanques torre · e5 negres rei · d4 blanques cavall · e4 negres peó · f4 blanques cavall · e3 blanques peó · e2 negres peó · e1 blanques rei | e6 blanques torre · e5 negres rei · d4 blanques cavall · e4 negres peó · f4 blanques cavall · e3 blanques peó · e2 negres peó · e1 blanques rei | e6 blanques torre · e5 negres rei · d4 blanques cavall · e4 negres peó · f4 blanques cavall · e3 blanques peó · e2 negres peó · e1 blanques rei | e6 blanques torre · e5 negres rei · d4 blanques cavall · e4 negres peó · f4 blanques cavall · e3 blanques peó · e2 negres peó · e1 blanques rei | e6 blanques torre · e5 negres rei · d4 blanques cavall · e4 negres peó · f4 blanques cavall · e3 blanques peó · e2 negres peó · e1 blanques rei | 4 |
| 3 | e6 blanques torre · e5 negres rei · d4 blanques cavall · e4 negres peó · f4 blanques cavall · e3 blanques peó · e2 negres peó · e1 blanques rei | e6 blanques torre · e5 negres rei · d4 blanques cavall · e4 negres peó · f4 blanques cavall · e3 blanques peó · e2 negres peó · e1 blanques rei | e6 blanques torre · e5 negres rei · d4 blanques cavall · e4 negres peó · f4 blanques cavall · e3 blanques peó · e2 negres peó · e1 blanques rei | e6 blanques torre · e5 negres rei · d4 blanques cavall · e4 negres peó · f4 blanques cavall · e3 blanques peó · e2 negres peó · e1 blanques rei | e6 blanques torre · e5 negres rei · d4 blanques cavall · e4 negres peó · f4 blanques cavall · e3 blanques peó · e2 negres peó · e1 blanques rei | e6 blanques torre · e5 negres rei · d4 blanques cavall · e4 negres peó · f4 blanques cavall · e3 blanques peó · e2 negres peó · e1 blanques rei | e6 blanques torre · e5 negres rei · d4 blanques cavall · e4 negres peó · f4 blanques cavall · e3 blanques peó · e2 negres peó · e1 blanques rei | e6 blanques torre · e5 negres rei · d4 blanques cavall · e4 negres peó · f4 blanques cavall · e3 blanques peó · e2 negres peó · e1 blanques rei | 3 |
| 2 | e6 blanques torre · e5 negres rei · d4 blanques cavall · e4 negres peó · f4 blanques cavall · e3 blanques peó · e2 negres peó · e1 blanques rei | e6 blanques torre · e5 negres rei · d4 blanques cavall · e4 negres peó · f4 blanques cavall · e3 blanques peó · e2 negres peó · e1 blanques rei | e6 blanques torre · e5 negres rei · d4 blanques cavall · e4 negres peó · f4 blanques cavall · e3 blanques peó · e2 negres peó · e1 blanques rei | e6 blanques torre · e5 negres rei · d4 blanques cavall · e4 negres peó · f4 blanques cavall · e3 blanques peó · e2 negres peó · e1 blanques rei | e6 blanques torre · e5 negres rei · d4 blanques cavall · e4 negres peó · f4 blanques cavall · e3 blanques peó · e2 negres peó · e1 blanques rei | e6 blanques torre · e5 negres rei · d4 blanques cavall · e4 negres peó · f4 blanques cavall · e3 blanques peó · e2 negres peó · e1 blanques rei | e6 blanques torre · e5 negres rei · d4 blanques cavall · e4 negres peó · f4 blanques cavall · e3 blanques peó · e2 negres peó · e1 blanques rei | e6 blanques torre · e5 negres rei · d4 blanques cavall · e4 negres peó · f4 blanques cavall · e3 blanques peó · e2 negres peó · e1 blanques rei | 2 |
| 1 | e6 blanques torre · e5 negres rei · d4 blanques cavall · e4 negres peó · f4 blanques cavall · e3 blanques peó · e2 negres peó · e1 blanques rei | e6 blanques torre · e5 negres rei · d4 blanques cavall · e4 negres peó · f4 blanques cavall · e3 blanques peó · e2 negres peó · e1 blanques rei | e6 blanques torre · e5 negres rei · d4 blanques cavall · e4 negres peó · f4 blanques cavall · e3 blanques peó · e2 negres peó · e1 blanques rei | e6 blanques torre · e5 negres rei · d4 blanques cavall · e4 negres peó · f4 blanques cavall · e3 blanques peó · e2 negres peó · e1 blanques rei | e6 blanques torre · e5 negres rei · d4 blanques cavall · e4 negres peó · f4 blanques cavall · e3 blanques peó · e2 negres peó · e1 blanques rei | e6 blanques torre · e5 negres rei · d4 blanques cavall · e4 negres peó · f4 blanques cavall · e3 blanques peó · e2 negres peó · e1 blanques rei | e6 blanques torre · e5 negres rei · d4 blanques cavall · e4 negres peó · f4 blanques cavall · e3 blanques peó · e2 negres peó · e1 blanques rei | e6 blanques torre · e5 negres rei · d4 blanques cavall · e4 negres peó · f4 blanques cavall · e3 blanques peó · e2 negres peó · e1 blanques rei | 1 |
|   | a | b | c | d | e | f | g | h |   |

... i llavors amb 6.Te6++ no sols rebia mat, sinó que les peces blanques envoltaven el seu rei amb el "signe de la creu", com es veu al segon diagrama.